# Барселона (фильм)
«Барселона» (англ. Barcelona) — художественный фильм режиссёра Уайта Стиллмэна, вышедший в 1994 году. Действие фильма разворачивается в испанском городе Барселона.

## Сюжет
Фред Бойнтон, натовский офицер, приезжает к своему двоюродному брату Теду, специалисту по маркетингу, живущему и работающему в Барселоне. Время действия — вскоре после падения диктатуры Франко. В Барселоне среди молодёжи распространены антиамериканские настроения. Фред становится жертвой террористов, у его постели в больнице переплетаются линии взаимоотношений двух двоюродных братьев.

## В ролях
- Тэйлор Николс — Тед Бойнтон
- Крис Эйгеман — Фред Бойнтон
- Тушка Берген — Монсеррат Равентос
- Мира Сорвино — Марта Феррер
- Пеп Мунне — Рамона
- Хеллена Шмид — Грета
- Нарья Бадья — Аврора Боваль
- Томас Гибсон — Дики Тэйлор
- Джек Гилпин — консул

## Съёмочная группа
- Автор сценария: Уайт Стиллмэн
- Режиссёр: Уайт Стиллмэн
- Оператор: Джон Томас
- Композитор: Марк Суоззо
- Художники:
  - Хосе Мария Ботинес
  - Эди Хигере
- Монтаж: Кристофер Теллефсен
- Продюсеры:
  - Эдмон Рош
  - Сесилия Кейт Рок
  - Уит Стиллман

## Премии и номинации
- 1995 — лауреат кинопремии «Независимый дух» в категории «Лучшая операторская работа» (Джон Томас)

## Интересные факты
- Действие фильма происходит в Барселоне. В кадре — городские пейзажи, панорамные виды города… В эпизодах запечатлены площадь перед Национальным музеем искусства Каталонии, Дворец каталонской музыки, «Венецианские башни» и фонтаны на Площади Испании, ночной вид Собора Святого Креста в Готическом квартале
- В больнице Фреду читают книги, среди которых и роман-эпопея Льва Толстого «Война и мир»